# Moments Tour
Moments Tour es la segunda gira musical del dúo noruego Marcus & Martinus, realizada para promover su tercer álbum de estudio, Moments (2017). La gira iniciará el 9 de febrero de 2018 en Dinamarca. Hasta el momento se darán 28 espectáculos en Europa. La empresa encargada de promocionar la gira es Live Nation

## Antecedentes
El 14 de octubre de 2017, un día antes de que sea publicado el video musical de «Make You Believe in Love», el dúo anunció en sus redes sociales el Moments Tour mediante dos publicaciones en las que se los veía muy ansiosos y entusiasmados, y una en la que se podían ver 11 fechas de la gira por Europa, repartidas dos en Dinamarca, una en Finlandia, Suecia, Noruega, Austria y Suiza, y las últimas cuatro en Alemania. Debido a que en poco tiempo se agotaron las entradas para los conciertos en Oslo y Estocolmo el 21 de octubre, el mismo día en que salieron a la venta las entradas, se agregó un nuevo show para dichos lugares. Al siguiente día se agotaron las entradas para Herning, pero no se agregó un nuevo concierto. El 25 de octubre se agotaron las entradas para el concierto en Copenhague. El 27 de octubre se agotaron las entradas para el concierto extra en Estocolmo. El 21 de noviembre se confirmaron 7 fechas más, una para Linköping, Suecia y las demás para otros seis países para que la gira visite, entre ellos Polonia, República Checa, Grecia, Serbia, Eslovenia y Croacia. El 24 de noviembre se agotaron las entradas para el espectáculo en Helsinki. El mismo día salieron a la venta las entradas para los países nombrados el 21 de noviembre y se dio a conocer los recintos. En tan solo pocas horas en salir a la venta las entradas, el show en Linköping quedó agotado. El 5 de diciembre de 2017 se dieron a conocer 5 conciertos más en Noruega. El 20 de diciembre de 2017 el show en Trondheim quedó agotado. El 10 de enero de 2018 se dieron a conocer dos conciertos más en Italia y Turquía. El 24 de enero de 2018 el espectáculo en Zúrich quedó agotado, el 27 del mismo mes se agotó el de Atenas y el 29 el de Praga. El 31 de enero de 2018 el equipo de Marcus & Martinus informó que el concierto en Estambul, Turquía queda cancelado debido a los consejos de viaje del Ministerio de Asuntos Exteriores de Noruega y la seguridad de los artistas, bailarines, la banda y los fanáticos.

## Actos de apertura
Europa
- Benjamin Rihan - (9 de febrero de 2018 - 10 de febrero de 2018).
- Anis Don Demina - (16 de febrero de 2018 - 17 de febrero de 2018).

## Repertorio
Acto 1
Countdown
1. "Elektrisk"
2. "Next To Me"
3. "Remind Me"
4. "First Kiss"
5. "One Flight Away"
6. "Please Don't Go" / "Sorry" (Justin Bieber cover)
7. "Bae"
8. "Whithout You"
9. "Together"
10. "Heartbeat"
11. "Light It Up"
12. "To dråper vann" / "Slalom" / "Ei som deg" / "Plystre på deg" / "Hei" (Medley)
13. "Never"
14. "Get To Know Ya"
15. "Like It Like It"
16. "Make You Believe in Love"
17. "Dance with You"
18. "Girls"

## Fechas
| Fecha                    | Ciudad       | País            | Recinto                   | Entradas vendidas / Disponibles | Recaudación |
| ------------------------ | ------------ | --------------- | ------------------------- | ------------------------------- | ----------- |
| Europa                   |              |                 |                           |                                 |             |
| 9 de febrero de 2018     | Herning      | Dinamarca       | Jyske Bank Boxen          | 13,000 / 13,000                 | —           |
| 10 de febrero de 2018    | Copenhague   | Dinamarca       | Royal Arena               | 16,000 / 16,000                 | —           |
| 14 de febrero de 2018    | Helsinki     | Finlandia       | Hartwall Arena            | 15,000 / 15,000                 | —           |
| 16 de febrero de 2018    | Estocolmo    | Suecia          | Ericsson Globe            | 32,000 / 32,000                 | —           |
| 17 de febrero de 2018    | Estocolmo    | Suecia          | Ericsson Globe            | 32,000 / 32,000                 | —           |
| 18 de febrero de 2018    | Linköping    | Suecia          | Saab Arena                | 11,500 / 11,500                 | —           |
| 20 de febrero de 2018    | Berlín       | Alemania        | Columbiahalle             | 3,500 / 3,500                   | —           |
| 22 de febrero de 2018    | Oslo         | Noruega         | Oslo Spektrum             | 22,000 / 22,000                 | —           |
| 23 de febrero de 2018    | Oslo         | Noruega         | Oslo Spektrum             | 22,000 / 22,000                 | —           |
| 26 de febrero de 2018    | Hamburgo     | Alemania        | Alsterdorfer Sporthalle   | 7,000 / 7,000                   | —           |
| 27 de febrero de 2018    | Düsseldorf   | Alemania        | Mitsubishi Electric Halle | 5.450 / 5.450                   | —           |
| 28 de febrero de 2018    | Stuttgart    | Alemania        | Liederhalle               | 2.100 / 2.100                   | —           |
| 1 de marzo de 2018       | Viena        | Austria         | Gasómetros                | 4,200 / 4,200                   | —           |
| 4 de marzo de 2018       | Zúrich       | Suiza           | X-TRA                     | 2,000 / 2,000                   | —           |
| 20 de marzo de 2018      | Varsovia     | Polonia         | Klub Stodola              | 2,000 / 2,000                   | —           |
| 21 de marzo de 2018      | Praga        | República Checa | Forum Karlin              | 3,000 / 3,000                   | —           |
| 23 de marzo de 2018      | Atenas       | Grecia          | Piraeus 117 Acedemy       | 3,000 / 3,000                   | —           |
| 25 de marzo de 2018      | Belgrado     | Serbia          | Halle Sportova            | 2,000 / 2,000                   | —           |
| 26 de marzo de 2018      | Liubliana    | Eslovenia       | Dvorana Tivoli            | 6,000 / 6,000                   | —           |
| 27 de marzo de 2018      | Zagreb       | Croacia         | Aquarius Klub             | 2,000 / 2,000                   | —           |
| 30 de marzo de 2018      | Milan        | Italia          | Fabrique                  | 3,100 / 3,100                   | —           |
| 9 de junio de 2018       | Helsinki     | Finlandia       | Kaisaniemi Park           | —                               | —           |
| 23 de junio de 2018      | Tromsø       | Noruega         | Skarphallen               | —                               | —           |
| 28 de junio de 2018      | Borlänge     | Suecia          | Centrum                   | —                               | —           |
| 14 de julio de 2018      | Halden       | Noruega         | Fredriksten Festning      | —                               | —           |
| 11 de agosto de 2018     | Bergen       | Noruega         | Koengen                   | —                               | —           |
| 14 de agosto de 2018     | Trondheim    | Noruega         | Sverresborg               | Entradas Agotadas               | —           |
| 25 de agosto de 2018     | Kristiansand | Noruega         | Bendiksbukta, Odderøya    |                                 | —           |
| 27 de septiembre de 2018 | Madrid       | España          | Sala But                  | 1,000/1,000                     |             |
| 28 de septiembre de 2018 | Barcelona    | España          | Sala Bikini               | 660/660                         |             |
| Total:                   | Total:       | Total:          | Total:                    | 154,850 / 154,850 (100%)        | —           |

### Conciertos cancelados
| Fecha               | Ciudad   | País    | Lugar     | Motivo                     |
| ------------------- | -------- | ------- | --------- | -------------------------- |
| 31 de marzo de 2018 | Estambul | Turquía | Zorlu PSM | Seguridad de los artistas. |